# 사카이 이에쓰구
사카이 이에쓰구(일본어: 酒井家次, 에이로쿠 7년(1564년) ~ 겐나 4년 음력 3월 15일(1618년 4월 10일))는 센고쿠 시대부터 에도 시대 전기에 걸친 무장, 다이묘이다. 도쿠가와씨의 가신. 도쿠가와 이에야스의 고종사촌동생.

## 생애
사카이 다다쓰구의 장남으로 태어났다. 어머니는 도쿠가와 이에야스의 우스이히메(碓井姫)이며, 이에쓰구는 이에야스의 사촌동생이다.
어려서부터 이에야스의 가신으로 모셔 덴쇼 3년(1575년) 나가시노 전투에 종군. 16년(1588년), 아버지 다다쓰구의 은거에 따라 가독을 이어 미카와 요시다성주가 되었다. 이듬해 종5위하 미야우치 다이스케에 서임되었다. 덴쇼 18년(1590년)의 오다와라 정벌 후, 간토로 이봉된 이에야스로부터는 시모사 우스이히메에게 3만 7,000석이 주어졌다.
게이초 5년(1600년)의 세키가하라 전투에서는 도쿠가와 히데타다에 따라 나가시노를 행군했기 때문에 본선에는 참가하지 못했다. 게이초 9년(1604년)에 우에노 다카사키 5만 석에 이봉되었다.
게이초 19년(1614년)의 오사카 전투에서는 오사카성 동쪽의 구로몬구치(黒門口)를 실마리로 삼아 싸웠으나 오사카성의 견고한 수비에 막혀 눈부신 무공을 거두지 못했다. 오사카 여름의 진(大坂夏の陣)에서는 격전이 된 덴노지 오카야마 전투(오사카 전투)에서 덴노지구치(天王寺口) 제3군의 대장을 맡았다. 그러나 도요토미군의 맹공으로 덴노지구치의 아군은 산산이 무너지고 이에쓰구도 패배하고 있다. 이와 관련한 것인지 전후에 이에야스로부터 견책이 있었는데, 윤6월에 허용됐다.
겐나 2년(1616년)에 에치고 다카마번 10만 석에 이봉되었다. 2년후 겐나 4년(1618년)에 사망했다. 대는 장남 다다카쓰가 이었다.
| 전임 사카이 다다쓰구 | 제6대 사카이 사에몬노조가 종가 1588년 ~ 1618년 | 후임 사카이 다다카쓰 |

|  | 우스이번주 (사카이 사에몬노조가) 1590년 ~ 1604년 | 후임 폐번 및 사쿠라번령으로 편입 |

| 전임 막부령(이이 나오마사) | 다카사키번주 (사카이 사에몬노조가) 1604년 ~ 1616년 | 후임 마쓰다이라 야스나가 |

| 전임 마쓰다이라 다다테루 | 제1대 다카다번주 (사카이 사에몬노조가) 1616년 ~ 1618년 | 후임 사카이 다다카쓰 |